# Koliha velká
Koliha velká (Numenius arquata), dříve koliha veliká, je velký druh bahňáka z čeledi slukovitých (Scolopacidae).

## Popis
Největší druh bahňáka v rámci celého areálu rozšíření (délka těla 48–57 cm, rozpětí křídel 89–106 cm), s dlouhými končetinami a dlouhým, dolů zahnutým zobákem (u samic delším než u samců). Opeření je na většině těla šedohnědě skvrnité nebo pruhované, na kostřeci a spodních ocasních krovkách bílé, na vrchní straně křídla černé. Obě pohlaví jsou zbarvena stejně, mladí ptáci mají pouze podélné a jemnější skvrnění na bocích.

## Rozšíření
Hnízdí v Evropě a v Asii. Převážně tažná, zimuje v severozápadní Evropě, Středomoří, Africe, na Středním východě, jižní a jihovýchodní Asii, Japonsku a na Sundách. Podle některých tvrzení výjimečně zaletuje i do Nového Skotska a na Mariany.
Hnízdí hlavně na mokrých loukách a pastvinách nebo v bažinatých tajgách. Za tahu převážně v bahnitých mělkých vodách a v pobřežních oblastech.
V České republice hnízdí jen v jihozápadních Čechách a na jižní Moravě do 500 m n. m. v počtu 5–15 párů. Její početnost silně klesá, důvodem je likvidace hnízdišť. Pravidelně přes naše území také protahuje a zřídka jednotlivě zde i zimuje. Je zvláště chráněná jako kriticky ohrožený druh.

## Ekologie
Živí se hlavně hmyzem a kroužkovci, ale požírá i korýše, měkkýše, pavouky, malé ryby, obojživelníky, bobule a semena. Hnízdo je na zemi, skryté v trávě. V jedné snůšce bývají 4 (3–5) 67,9 × 47,4 mm velká vejce.

## Galerie

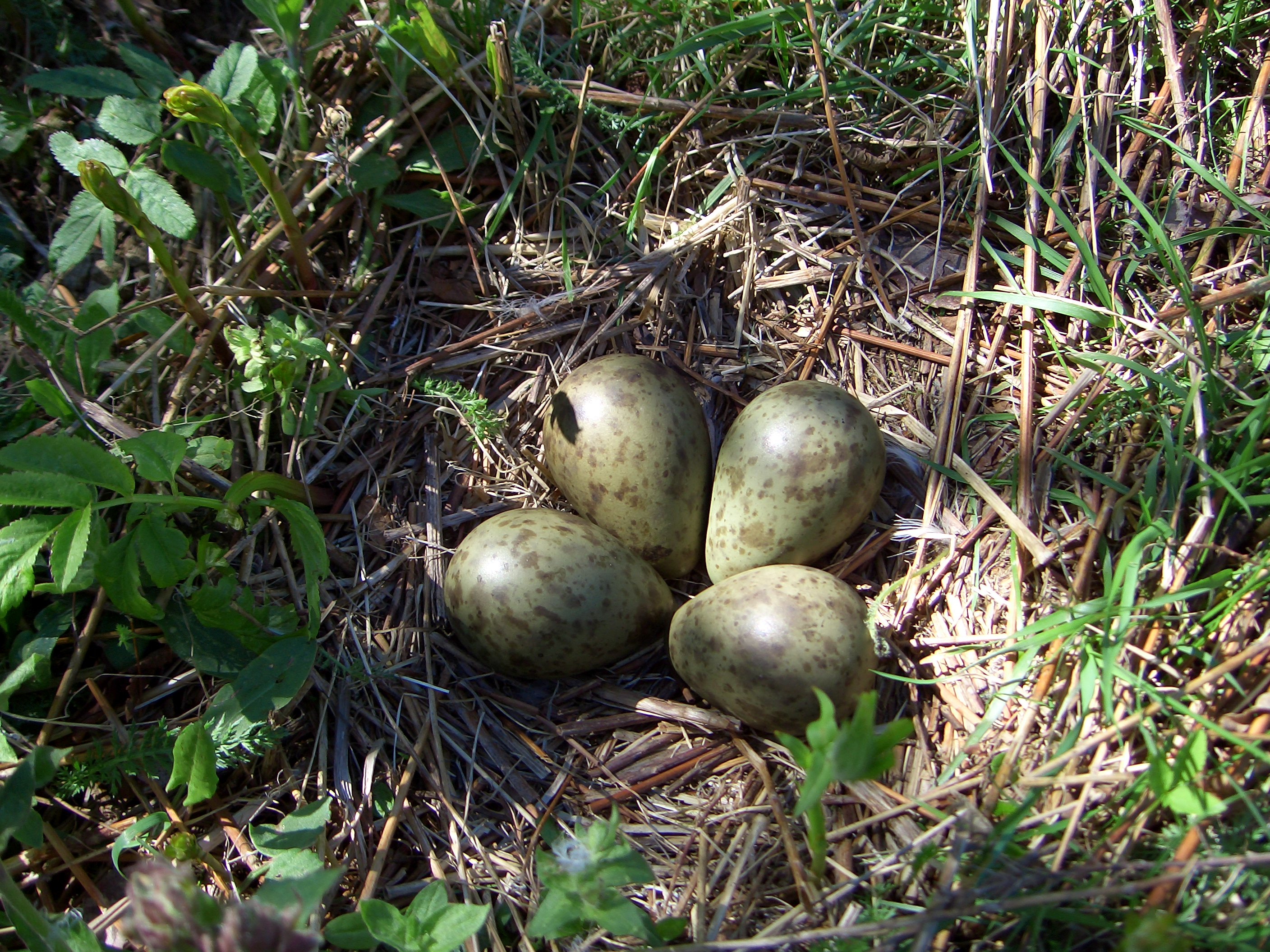
Hnízdo s vejci
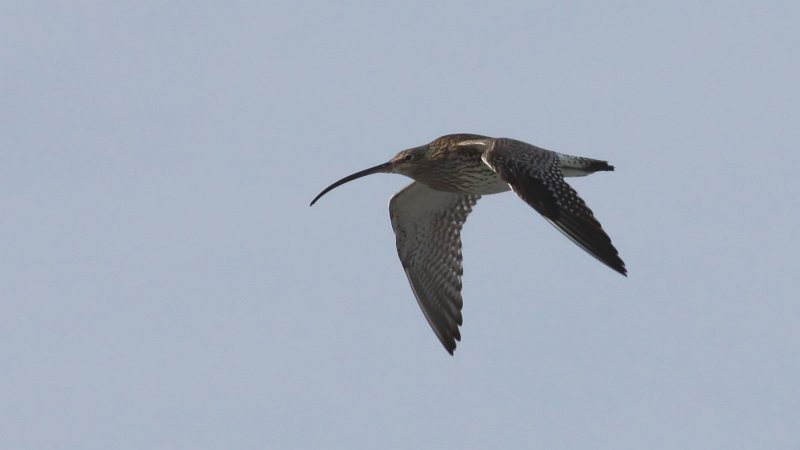
Koliha velká v letu